# Finansowy program partnerski
Finansowy program partnerski (FPP; zwany też programem afiliacyjnym lub systemem partnerskim) - narzędzie marketingu internetowego. Organizatorami FPP są serwisy internetowe zajmujące się tematyką finansową (np. porównywarki produktów finansowych), a uczestnikami (zwanymi wydawcami) - osoby fizyczne lub firmy posiadające własne strony internetowe lub korzystające ze stron udostępnionych przez organizatora. 
Wydawca, który przystąpi do programu partnerskiego zamieszcza na swojej stronie internetowej (lub na stronie udostępnionej) narzędzia oferowane przez organizatora – widgety, linki, banery, boxy produktowe czy kalkulatory.
Działanie FPP w praktyce wygląda tak, że na stronę internetową wydawcy (lub na stronę udostępnioną) wchodzi internauta, który może kliknąć w formę reklamową (baner, link, box, widget) umieszczoną na stronie lub wypełnić wniosek czy formularz. Jeżeli na podstawie wniosku wypełnionego on-line uruchomiony zostanie produkt finansowy (np. otwarte konto osobiste czy założona lokata terminowa) a do FPP wpłynie potwierdzenie ze strony banku, wówczas wydawca otrzymuje wynagrodzenie. Wydawca jest tu rozliczany na podstawie modelu CPS (ang. Cost Per Sale). Wynagrodzenie w tym modelu może być realizowane na dwa sposoby: na podstawie % wartości transakcji (z takim rozwiązaniem można się spotkać w przypadku kredytów) lub na podstawie stałej stawki np. za wypełniony wniosek.
Rozliczone może być także samo wysłanie formularza wniosku (tzw. leada), bez uruchomienia produktu. W takim przypadku mamy do czynienia z modelem rozliczeniowym zwanym CPL (ang. Cost Per Lead), czyli rozliczenie za pozyskanie potencjalnego klienta lub jego danych.
W zależności od produktu, możemy mieć do czynienia z rozliczaniem na podstawie jednego modelu (CPL lub CPS) lub na podstawie obu (CPS+CPL) – bank może zapłacić organizatorowi FPP określoną kwotę za lead wypełniony przez internautę i prowizję za udzielony mu później kredyt.
Dokładne informacje dotyczące sposobu i modelu wynagradzania znajdują się zazwyczaj w specjalnej tabeli wynagrodzeń do której klient otrzymuje dostęp  po zarejestrowaniu się w programie partnerskim.
Zasady przystąpienia do FPP, prawa i obowiązki (tak organizatora, jak i wydawcy), zasady rozliczeń i ewentualnych reklamacji są dokładnie sprecyzowane w regulaminie. 
Niektóre FPP, oprócz produktów finansowych, zawierają także oferty np. dystrybutorów energii elektrycznej, operatorów telewizji cyfrowej czy Internetu.